# 源正寺 (世田谷区)
源正寺（げんしょうじ）は、東京都世田谷区にある浄土真宗本願寺派の寺院。正式名を弥勒山源正寺という。
本山は龍谷山本願寺（西本願寺）。「烏山寺町」を構成する26の寺院の1つである。
本尊は阿弥陀如来立像。境内には江州辻村の鋳物師・釜六（太田六右衛門）、釜七（田中七衛門）作の天水桶一対がある。

## 歴史
1277年（建治3年）、貞円によって開山された。当初の寺の所在地は不明であるが、1657年（明暦3年）に築地本願寺の寺中に入った。その後昭和初期までは、築地本願寺とともに歴史を歩んだ。
旧地は築地で1923年（大正12年）の関東大震災に罹災したため、築地本願寺から分かれて1924年（大正13年）に烏山の現在地に移転した。

## 境内と文化財
- 天水桶一対
  - 作者は鋳物師・釜六（太田近江大掾藤原正次）及び釜七（田中右衛門）作[2]。境内には、二つの大きな天水桶があり、当寺の寺宝となっている[3]。墓は源正寺にある[5]。

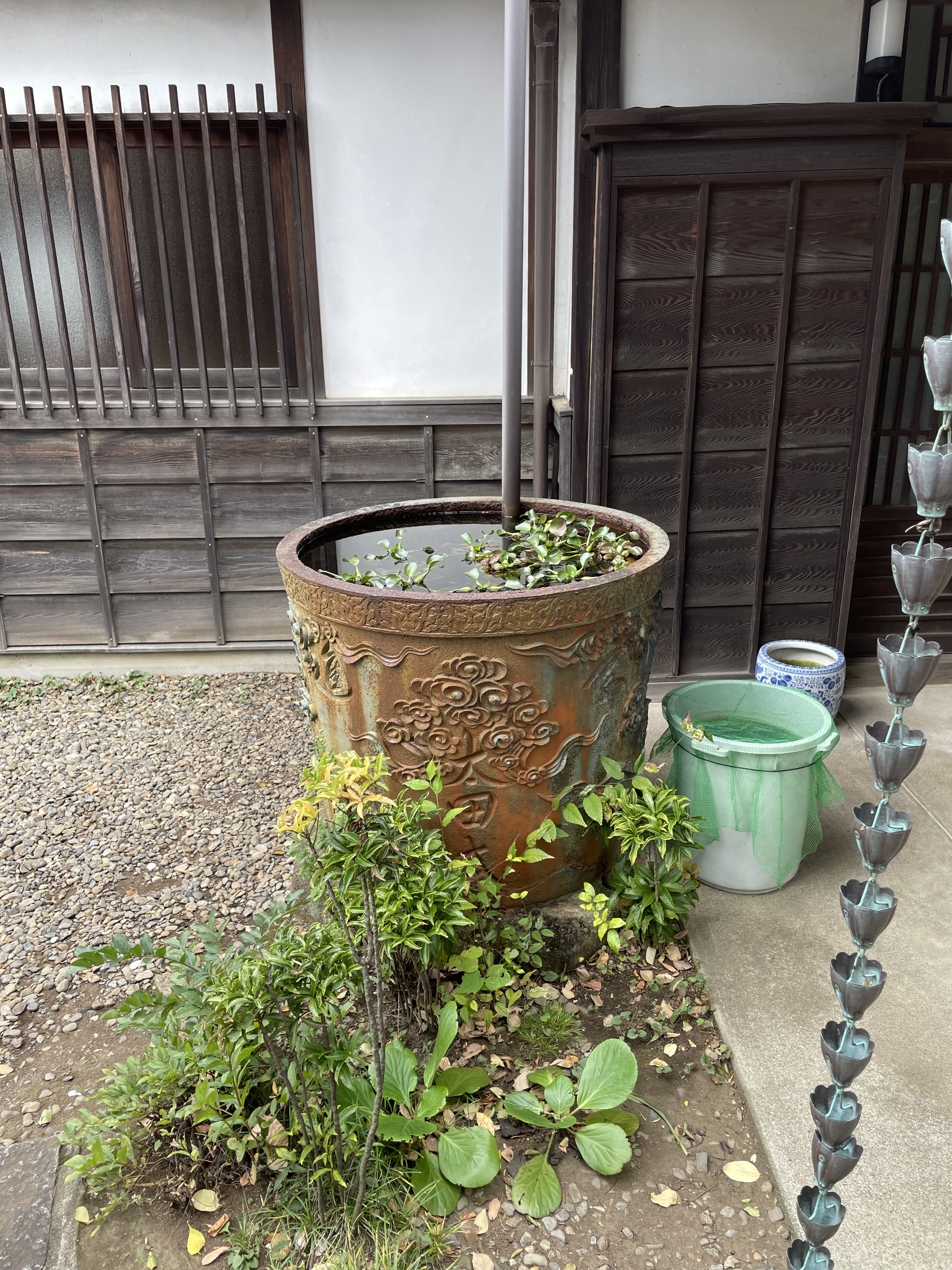
源正寺 天水桶 全景
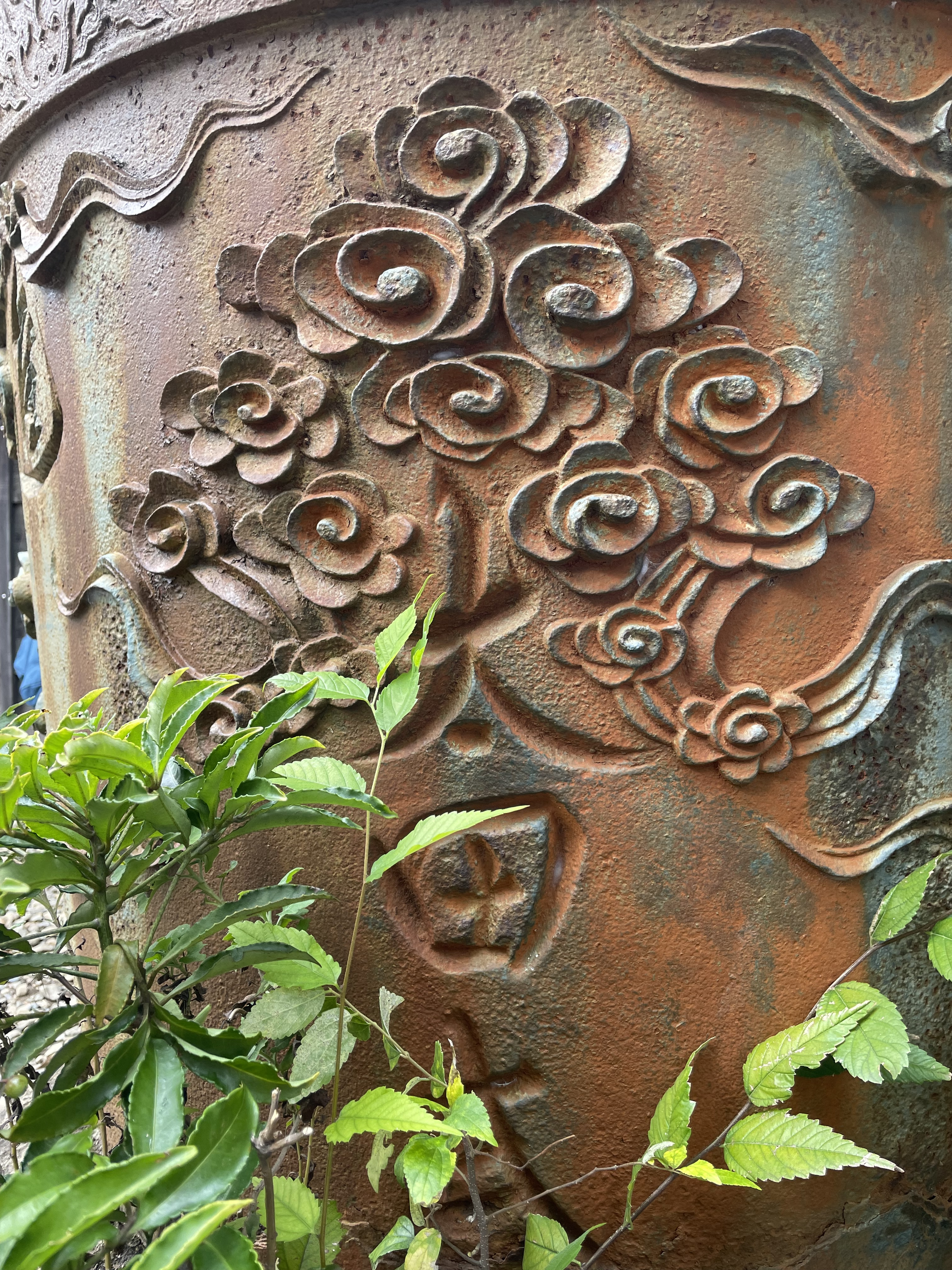
源正寺 天水桶 正面
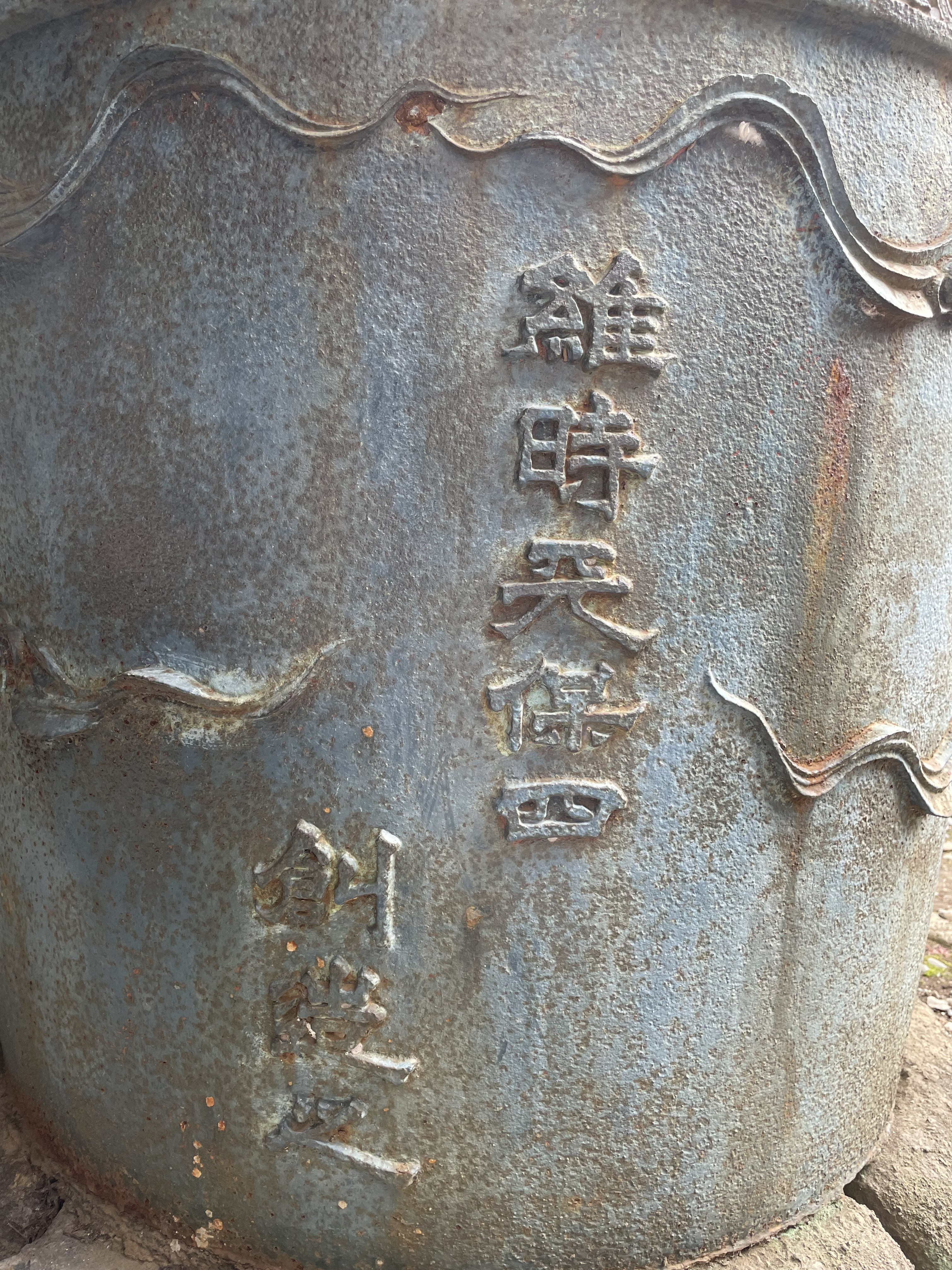
源正寺 天水桶 裏側

## 交通アクセス
- 千歳烏山駅より徒歩14分。
- 千歳烏山駅より関東バス（烏01久我山病院行き）寺院通二番[2][6]